# Saint-Christophe-en-Bazelle
Saint-Christophe-en-Bazelle település Franciaországban, Indre megyében. Lakosainak száma 353 fő (2022. január 1.). Saint-Christophe-en-Bazelle Bagneux, Dun-le-Poëlier, Poulaines, Sembleçay és Val-Fouzon községekkel határos.

## Népesség
A település népessége az elmúlt években az alábbi módon változott:
| Lakosok száma | 429  | 356  | 374  | 378  | 386  | 400  | 379  | 368  | 357  | 353  |
|               | 1968 | 1982 | 1999 | 2006 | 2011 | 2015 | 2017 | 2018 | 2020 | 2022 |